# 皮查卡山
17°48′35″S 68°51′32″W / 17.80972°S 68.85889°W

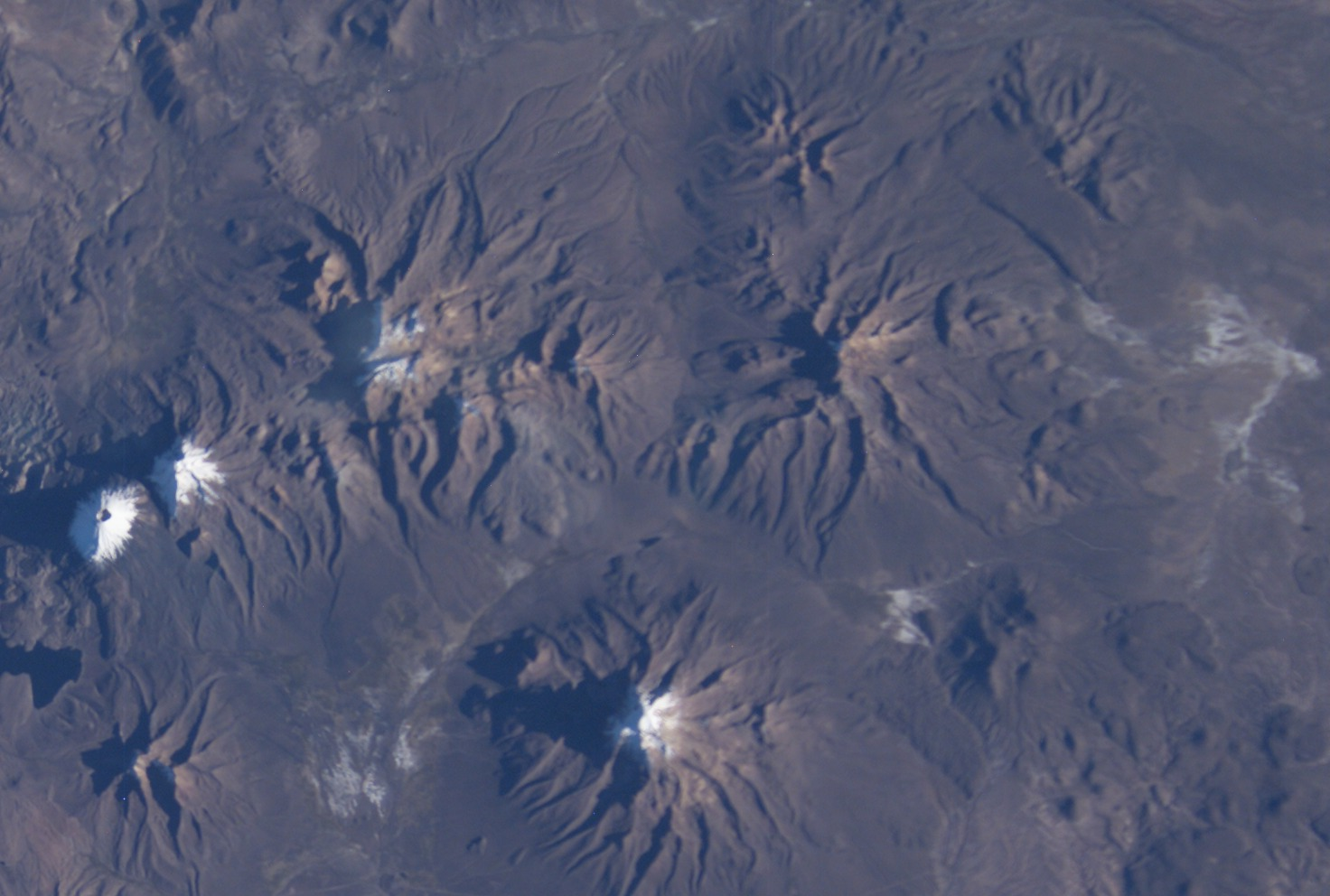

皮查卡山（Pichaqa），是玻利維亞的山峰，位於該國西部拉巴斯省的帕卡赫斯省，處於阿納利亞赫西火山東北面，屬於安第斯山脈的一部分，海拔高度4,512米。